# جيمس بولر
جيمس بولر هو سياسي أمريكي، ولد في 5 فبراير 1875 في شيكاغو في الولايات المتحدة، وتوفي بنفس المكان في 18 يوليو 1957. نشط حزبياً في الحزب الديمقراطي. وقد انتخب عضو مجلس النواب الأمريكي ‏ (7 يوليو 1953 – 18 يوليو 1957).